# Moeilijk probleem van het bewustzijn
Het moeilijke probleem van bewustzijn verwijst naar het probleem dat men ondervindt wanneer men probeert uit te leggen hoe en waarom fysieke toestanden (zoals hersenprocessen) bewust kunnen worden.
Er ontbreekt een verklaring die uitlegt waarom een subject überhaupt waarnemingseigenschappen heeft, zoals een ervaring of beleving van smaak of kleur, oftewel qualia.
De filosoof David Chalmers heeft de term geïntroduceerd en contrasteert deze met een aantal relatieve 'makkelijke problemen' die op zich al behoorlijk moeilijk zijn om te verklaren. Chalmers benadrukt dat de makkelijke problemen allemaal een capaciteit of uitvoering van functies of gedragingen vertegenwoordigen. Bijvoorbeeld het onderscheiden, categoriseren en reageren op prikkels uit de omgeving, het integreren van informatie door cognitief proces en het rapporteren van mentale toestanden. De makkelijke problemen zijn makkelijk omdat ze verklaard kunnen worden door een mechanisme aan te geven dat een bepaalde functie uitvoert. In die zin zijn de makkelijke problemen volledig in overeenstemming met de materialistische opvatting van natuurverschijnselen. Chalmers claimt dat het moeilijke probleem van bewustzijn los staat van de functies en gedragingen, en dat het moeilijke probleem zal blijven bestaan, zelfs wanneer alle functies en gedragingen verklaard worden.
Er zijn ook overeenkomende problemen en concepten zoals het lichaam-geestprobleem, het probleem van mentale oorzakelijkheid en de verklaringskloof.
Het bestaan van het moeilijke probleem van bewustzijn is controversieel en wordt betwist door sommige filosofen zoals Daniel Dennett, cognitieve neurowetenschappers zoals Stanislas Dehaene en neurologen als Steven Novella.

## Probleemstelling
In Facing Up to the Problem of Consciousness (het probleem van bewustzijn trotseren) schrijft David Chalmers:

Het valt niet te ontkennen dat sommige organismen subjecten zijn met een ervaring. Maar de vraag van hoe het komt dat deze systemen subjecten zijn met een bepaalde ervaring is verbijsterend. Waarom hebben wij, wanneer onze cognitieve systemen zich bezighouden met visuele of auditieve informatieverwerking, een visuele of auditieve ervaring van bijvoorbeeld een kwaliteit als diepblauw of een gewaarwording van de grondtoon C4? Hoe kunnen we uitleggen waarom er zoiets is als mentale beeldvorming of het ervaren van een emotie? Er wordt op grote schaal aangenomen dat een ervaring voortkomt vanuit een fysieke basis, maar we hebben geen goede verklaring waarom en hoe dat dan kan ontstaan. Waarom zou een fysiek proces überhaupt aanleiding geven tot een rijk innerlijk leven? Objectief bekeken lijkt het onredelijk dat het gebeurt, maar toch gebeurt het.

In datzelfde opstel schreef hij ook:

Het daadwerkelijke moeilijke probleem van bewustzijn is het probleem van ervaren. Wanneer we denken of waarnemen komt er een gezoem van informatieverwerking tot stand, maar daarnaast bestaat er ook een subjectief aspect.

De filosoof Raamy Majeed geeft aan dat het moeilijke probleem van bewustzijn in feite geassocieerd is met twee verklarende doelstellingen. De meeste reacties op het moeilijke probleem zijn gericht op het verklaren van een van deze feiten of allebei:
1. Fysieke processen geven aanleiding tot een ervaring met een fenomenologisch karakter. Oftewel de relatie tussen het fysieke en fenomenologische.
2. Onze fenomenologische eigenschappen zijn op een bepaalde manier. Oftewel de aard van het fenomenologische zelf.[7]

### Andere formuleringen
Andere formuleringen of vragen die het 'moeilijke probleem' aankaarten zijn:
- Hoe kan het dat sommige organismen subjecten van ervaring zijn?
- Waarom bestaat het bewust zijn van zintuiglijke informatie überhaupt?
- Waarom bestaan qualia oftewel het subjectieve karakter van bewustzijn?
- Waarom is er een subjectieve component van ervaring?
- Waarom zijn we geen filosofische zombies?

### De makkelijke problemen
Het moeilijke probleem van bewustzijn staat in contrast met een aantal (relatief gezien) makkelijke problemen wat het bewustzijn betreft. De 'makkelijke problemen' hebben met elkaar gemeen dat ze allemaal een capaciteit of uitvoering van functie of gedrag vertonen. Voorbeelden van de makkelijke problemen zijn:
- Het vermogen om te reageren op stimuli vanuit de omgeving en deze te onderscheiden of te categoriseren, oftewel het uitfilteren daarvan.
- De integratie van informatie door het cognitieve systeem.
- Het rapporteren van mentale toestanden.
- Het systeemvermogen om toegang te krijgen tot zijn eigen interne toestanden.
- Het focussen van aandacht.
- Doelbewuste gedragscontrole.
- Het verschil tussen waken en slapen.

### Historische voorgangers
Het moeilijke probleem van bewustzijn werd ook al eerder omschreven door andere geleerden in het verleden. Dit geeft Chalmers zelf ook aan, in principe heeft hij er een pakkende titel van gemaakt, oftewel een geringe herformulering van overeenkomende filosofische punten met daarbij een specifieke aanpak wat de behandeling ervan betreft. Een aantal historische voorgangers zijn onder meer:
- (1672) – Isaac Newton schreef een brief aan Henry Oldenburg waarin hij aangaf dat het niet gemakkelijk is om te bepalen door welk werkingsmechanisme het licht in onze gedachten een fantoom van kleur produceert.[9]
- (1690) – John Locke doet een verzoek ons voor te stellen wakker te worden met alle kleuren omgedraaid, zonder fysieke veranderingen om dit fenomeen te verklaren. Hoewel we deze verandering qua inzicht zonder conflict kunnen voorstellen, heeft het geen fysieke basis. Supporters van deze veronderstelling claimen dit (Engels: Inverted spectrum) als plausibel omdat het fysieke aspect ontbreekt.[10]
- (1714) – Gottfried Leibniz schreef over een hypothetische molen als het onderliggende mechanisme voor het bewustzijn, waarin we delen zien die mechanisch tegen elkaar aanduwen, terwijl we de perceptie zelf niet zullen aantreffen, dit staat bekend als Leibniz's gap.[11]
- (1886) – Thomas Huxley schreef hoe zoiets opmerkelijks als een bewustzijnstoestand tot stand kan komen als een gevolg van 'geïrriteerd' zenuwweefsel. Hij vermeldde daarnaast dat het net zo onverklaarbaar is als de verschijning van Djin nadat Alladin over zijn wonderlamp wrijft.[12]
- (1974) – Robert Kirk schetst een filosofische zombie voor, een hypothetisch wezen in de filosofie van geest en de filosofie van perceptie. Dit is een wezen die niet van een normaal mens te onderscheiden is, behalve dat de zombie geen bewuste ervaring, qualia of een waarnemingsvermogen heeft. Bijvoorbeeld een filosofische zombie zou gestoken kunnen worden zonder pijn te voelen, maar zich toch gedragen alsof hij pijn voelt. Door bijvoorbeeld te schreeuwen of te vertellen dat hij intense pijn heeft. Het komt erop neer dat het verschil tussen echt en schijn niet aangeduid kan worden, maar wel voor te stellen is.[13]
- (1974) – Thomas Nagel schreef dat wanneer het fysicalisme verdedigd zou moeten worden dan dienen de fenomenologische kenmerken zelf ook als fysieke ondergrond gehuisvest te worden. Maar wanneer we het subjectieve karakter onderzoeken lijkt het erop dat een dergelijk resultaat onmogelijk is. De reden hiervoor is dat alle subjectieve verschijnselen in wezen verbonden zijn met het individuele perspectief, en het lijkt erop dat een objectieve fysische theorie dat perspectief achterlaat.[14]
- (1982) – Frank Cameron Jackson zijn bekende argument is dat een kleurenwetenschapster genaamd Mary alles leert over de kleur rood, terwijl ze deze nog nooit heeft gezien. Wanneer ze vervolgens daadwerkelijk rood zal zien, zal ze toch nog wat extra’s bijleren, namelijk de kleurbeleving van rood zelf.[15]

## Oplossingen

### Wetenschappelijke benadering
Er zijn wetenschappelijke pogingen gedaan om de subjectieve aspecten van het bewustzijn te verklaren. In de wetenschap worden deze onderzoeken aangeduid als de neurale correlaten van bewustzijn, oftewel de wederzijdse samenhang tussen hersenactiviteit en bewustzijnservaring. Het gaat hierbij om een correlatie want er is geen (complete) wetenschap over het bewustzijn die de samenhang oorzakelijk kan verklaren.
Er zijn wel diverse theorieën vanuit de neurowetenschap die komen met een correlerende verklaring. Zoals neurale oscillatie, een ritmische of herhalende neurale activiteit van het centrale zenuwstelsel, aangedreven door zowel interactie tussen neuronen als de mechanismen binnenin neuronen. Dergelijke benaderingen komen van Francis Crick, Christof Koch, Rodolfo Llinás en Andreas K. Engel. Een onderwerp is bijvoorbeeld de wetenschappelijke benadering van het bindingsprobleem. Een andere neurale verklaring zijn bijvoorbeeld de herintredende neurale circuits, volgens Gerald Edelman worden bewuste belevingen veroorzaakt door deze terugwaarts-projecterende circuits (reentry) in de hersenen. Een andere benadering vanuit de neurowetenschap is de linkerhersenhelft interpretator van Michael Gazzaniga en de affectieve neurowetenschap opgezet door Jaak Panksepp.
Er zijn ook theorieën die specifiek vanuit de cognitiewetenschap komen, deze theorieën beschrijven het verband tussen hersenactiviteit en bewustzijnservaring wel. Sommige modellen hebben bekendheid opgedaan en sluiten aan op neurobiologische bevindingen, zoals globale werkruimte theorie, geïntegreerde informatie-theorie en hogere orde theorie. Er is echter nog geen definitief model die als algemeen aanvaard wordt beschouwd, wellicht zijn er verschillende theorieën nodig om het bewustzijn volledig te doorgronden.
Er zijn bewijzen dat hersenfuncties correleren met bepaalde mentale processen, zowel in bepaalde situaties als in de levensontwikkeling. Daarnaast is er met experimentele manipulatie aangetoond dat beïnvloeding van hersenactiviteit de bewustzijnservaring verandert en vice versa. Waarbij de werking van een zenuwstelselgedeelte wordt verlaagd of verhoogd. Manipulaties kunnen farmacologisch zijn, of met behulp van elektrische of magnetische stimulatie, optogenetica of door hersenletsel. De afhankelijkheid van de hersenen wordt met dit soort manipulaties bewezen.
Of hersenactiviteit daadwerkelijk bewustzijnservaring veroorzaakt (en hoe) is in principe nog niet bewezen, want een correlatie impliceert geen oorzakelijkheid. Hoe het oorzakelijke verband tussen hersenactiviteit en bewustzijnservaring precies tot stand kan komen is in principe het moeilijke probleem van bewustzijn.

### Bewustzijn is fundamenteel
Filosofen zoals David Chalmers en Alfred North Whitehead stellen voor dat bewuste ervaring, of het bewustzijn, als fundamenteel bestanddeel van het universum beschouwd dient te worden.
Chalmers stelt voor dat het ‘rijke innerlijke leven’ niet logisch te reduceren is tot functionele eigenschappen door fysische processen. Hij stelt dat bewustzijn moet worden beschreven met behulp van niet-fysieke middelen. En impliceert dat het bewustzijn zelf een fundamenteel ingrediënt is, waarmee vervolgens fenomenen die nog niet verklaard zijn (met behulp van de fysische methoden) duidelijker kunnen worden omschreven. Het toepassen van deze fundamentele eigenschap is volgens Chalmers noodzakelijk om bepaalde functies van de wereld te verklaren, zoals andere fundamentele eigenschappen als massa en tijd, en ook om andere belangrijke natuurprincipes uit te leggen.
Thomas Nagel stelt dat ervaringen in wezen subjectief zijn en alleen toegankelijk zijn voor het individu dat ze ondergaat, terwijl fysieke toestanden in wezen objectief zijn en toegankelijk zijn voor meerdere personen. Hij stelt dat het subjectieve aspect wel degelijk bestaat en verwerpt het idee dat een subjectieve toestand uiteindelijk een objectieve toestand is. Volgens hem kunnen reductionisten niet weten waar het reductionisme van bewustzijn eigenlijk op neerkomt.

### Bewustzijn is ongrijpbaar
Volgens het nieuw mysterianisme van Colin McGinn blijft het bewustzijn een mysterie die nooit door de menselijke intelligentie ontrafeld zal worden. Dit wordt ook wel cognitieve sluiting (cognitive closure) genoemd. Andere 'mysterianisten' denken dat het begrijpen van het bewustzijn buiten ons huidige menselijke verstand ligt, maar geloven daarentegen wel dat het bewustzijn begrijpelijker zal worden door toekomstige ontwikkelingen in de wetenschap en de technologie. Steven Pinker is ook een aanhanger van het nieuw mysterianisme, hoewel hij zijn positie wel zou opgeven wanneer er een Darwin of Einstein van bewustzijn komt met een verbluffend nieuwe vinding over het bewustzijn; zodat het opeens allemaal duidelijk wordt.

### Bewustzijn is illusionair
Filosofen zoals Daniel Dennett, Stanislas Dehaene en Peter Hacker stellen tegenover het idee van het probleem, dat er geen probleem is. Deze theoretici beargumenteren dat wanneer we het bewustzijn eenmaal volledig begrijpen, we ons zullen realiseren dat het probleem onecht is.
Dennett geeft in tegenstelling tot Chalmers aan dat het bewustzijn geen fundamentele eigenschap van het universum is, en in plaats daarvan zal het volgens hem volledig worden verklaard als een huidig natuurverschijnsel, gereduceerd tot bijvoorbeeld materie. In plaats van het niet-fysieke erbij te betrekken, zoals hij verklaart, speelt het bewustzijn een spelletje met mensen zodat het lijkt als niet-fysiek, en vergelijkt het met goochelen. Om te laten zien hoe we onszelf misleiden in het overschatten van het bewustzijn, beschrijft hij een fenomeen genaamd change blindness. Een visueel proces dat het falen weergeeft, wat verschillen ontdekken in afwisselende beelden betreft. Ook in zijn boek genaamd: Het bewustzijn verklaard, beschrijft hij een term om het probleem te ondermijnen (Engels: Intuition pump). Het is een gedachte-experiment om een denker toe te staan intuitie te gebruiken, om een antwoord op een probleem te construeren.
Critici van Dennett's benadering zoals David Chalmers en Thomas Nagel veronderstellen dat hij het subjectieve aspect compleet negeert. Dit heeft ertoe geleid dat tegenstanders Dennett’s boek Het bewustzijn verklaard, ook wel Het bewustzijn genegeerd of Het bewustzijn weggeredeneerd gingen noemen, dit wordt overigens wel besproken in zijn boek.